# Schoonoordpark
Het Schoonoordpark is een villawijk te Baarn in de Nederlandse provincie  Utrecht. In 2008 telde de wijk 1020 inwoners.

## Gemeentelijke monumenten
- Cantonlaan 14

Amaliapark ·
Centrum ·
Componistenwijk ·
Eemdal ·
Noordschil ·
Oosterhei ·
Pekingtuin ·
Prins Hendrikpark ·
Professorenwijk ·
Rode Dorp ·
Schilderswijk ·
Schoonoordpark ·
Staatsliedenwijk ·
Transvaalwijk ·
Tuindorp ·
Wilhelminapark ·
Zandvoort ·
Zeeheldenwijk